# عديل
العديل هو المتزوج من أخت الزوجة. والجمع عُدلاء وأعدال. جاءت من: المِثل أو النظير.